# 新星残骸
新星残骸（英語: nova remnant）とは、新星の激しい爆発の影響により、宇宙空間に飛ばされた物質によって構成された天体である。

## 性状

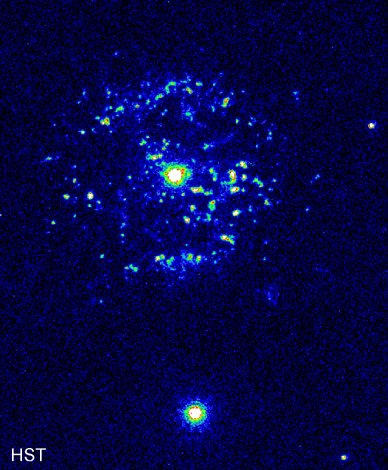
反復新星のらしんばん座T星を取り囲む新星残骸。

新星残骸は爆発現象によって宇宙空間に放出された物質であり、その形状は様々な物が知られている。宇宙空間に放出された物質が飛散してゆく速度は、1000 (㎞/秒)程度とされる。寿命は、せいぜいが数百年程度である。この短い寿命のため、新星残骸は、その光が我々に届く前に消滅している場合が通常である。なお新星残骸の質量は、超新星残骸や惑星状星雲と比べて少ない。